# Roberto Tamburini
Roberto Tamburini (Rimini, 15 gennaio 1991) è un pilota motociclistico italiano, vincitore del campionato italiano Supersport nel 2010.

## Carriera
Nel 2005 ha disputato, in qualità di pilota wild card senza punti, il Gran Premio di Imola e la prima prova a Misano nel Campionato Italiano 125GP alla guida di un'Aprilia conquistando un quarto ed un primo posto.
Nel 2006, ancora quindicenne, ha corso nella classe 125 con il numero 20, nel team Matteoni Racing con l'Aprilia RS 125 R, restando fedele alla casa di Noale anche per le gare del 2007. In 33 partecipazioni nell'arco dei due anni non è però riuscito a conquistare punti validi per la classifica iridata.
Nel 2008 è passato alle gare relative alle moto derivate di serie a 4 tempi con il team Wcr-Bike Service in sella ad una Yamaha YZF-R6. Nel 2009 ha debuttato nel campionato Italiano e nel campionato Europeo Superstock 600 sempre su Yamaha del team Bike Service. Il 23 agosto ha vinto la sua prima gara del CIV Superstock 600 sul circuito di Misano.
Nel 2010 è iscritto al campionato Italiano Velocità nella categoria relativa alle Supersport 600, rimanendo alla guida della Yamaha YZF R6 del team Bike Service Racing. Si aggiudica il titolo piloti prevalendo di poche lunghezze su altri quattro piloti: Dionisi, Lamborghini, Migliorati (tutti staccati di 4 punti da Tamburini) e Vizziello (a meno 13 punti dal vertice). Il titolo era stato inizialmente assegnato a Gianluca Vizziello, vincitore dell'ultima gara, ma un'irregolarità tecnica sulla sua moto lo ha escluso, consegnando il primo posto in campionato a Tamburini.
Nello stesso anno partecipa come wildcard a cinque gare nel mondiale Supersport con la stessa moto e lo stesso team con cui compete nel campionato Italiano Supersport. Totalizza 32 punti e il quinto posto in gara al gran premio di San Marino a Misano come miglior risultato, posizionamento ottenuto da pilota esordiente come wildcard. In questa breve parentesi mondiale rimane coinvolto in un incidente in partenza con Joan Lascorz al gran premio di Gran Bretagna a Silverstone, nel quale rimedia la frattura della clavicola sinistra.
Nel 2011 diventa pilota titolare nel campionato mondiale Supersport con la stessa moto e lo stesso team con cui debuttò in categoria l'anno precedente. Tamburini totalizza in stagione 80 punti che gli valgono il nono posto in classifica finale, il miglior risultato di stagione è il quarto posto ottenuto nel Gran Premio d'Inghilterra. Sempre nel 2011 è vice-campione italiano Supersport. Nel 2012 rimane nel mondiale Supersport come pilota titolare, ma cambia squadra passando al team Lorini che gli affida una Honda CBR600RR, il compagno di squadra è Andrea Antonelli. In questa stagione ottiene meno punti della precedente (50) e chiude dodicesimo in campionato. Eguaglia il suo miglior piazzamento di categoria chiudendo in due occasioni al quarto posto, nei gran premi di Italia a Imola e di San Marino a Misano. Nella stessa stagione disputa sei delle otto gare in calendario nel CIV Supersport chiudendo al quarto posto in classifica finale.
Nel 2013 inizia la stagione con un nuovo team, il Suriano Racing, che gli affida una Suzuki GSX-R600, salvo poi tornare, a partire dal Gran Premio di Russia, sulla Honda del team Lorini, scambiandosi la moto con Alex Baldolini, che viceversa passa dal team Lorini a Suriano. In questa stagione totalizza 39 punti che gli valgono il sedicesimo posto in classifica mondiale. Sempre nel 2013 disputa, senza poter ottenere punti, due gare nel campionato Italiano Supersport. Nel 2014 passa a guidare la Kawasaki ZX-6R del team San Carlo Puccetti Racing. In occasione della gara inaugurale in Australia ottiene per la prima volta il giro veloce in gara. Chiude la stagione all'undicesimo posto con 70 punti.
Nel 2015 passa a gareggiare nella Superstock 1000 FIM Cup in sella alla BMW S1000RR del team MotoxRacing. In questa stagione Tamburini lotta fino all'ultima gara per il titolo contro Lorenzo Savadori, andando a vincere nei gran premi di Aragon, Jerez e in Portogallo, ottiene altri tre podi stagionali, ma alla fine chiude secondo a ventidue punti da Savadori. Nella stessa stagione e con lo stesso team, è vicecampione anche nel campionato italiano Superbike. Nel 2016 rimane nella Superstock 1000 FIM Cup, ma cambia squadra, passa al team Nuova M2 Racing che gli affida un Aprilia RSV4 RF. Chiude la stagione al settimo posto, con sessantasei punti all'attivo, ma nessun piazzamento a podio. Da rimarcare la Pole Position ottenuta nel Gran Premio d'Italia a Imola. In questa stagione inoltre prende parte alla prova di Vallelunga del campionato Italiano Superbike, con lo stesso team della Stock 1000, conquistando sette punti.
Nel 2017 è nuovamente pilota titolare nella Superstock 1000 FIM Cup, passando però alla Yamaha del Pata Yamaha official Stock 1000 Team dove trova, come compagno di squadra, il francese Florian Marino. In questa stagione ottiene una pole position nel Gran Premio di Francia a Magny-Cours e tre piazzamenti a podio. Chiude la stagione al quarto posto in classifica piloti con centosei punti ottenuti. Contestualmente all'europeo disputa, con lo stesso team, il campionato italiano, classe Superbike, ottenendo tre piazzamenti a podio ed il sesto posto in graduatoria piloti.
Nel 2018 corre sempre nella Stock 1000. Diventa pilota titolare del Berclaz Racing Team SA che gli affida una BMW S1000RR. Il compagno di squadra, in questa stagione, è il connazionale Luca Salvadori. Chiude la stagione al secondo posto, a quattordici punti di distacco dal vincitore Markus Reiterberger, contestualmente all'europeo, corre il secondo evento a Misano nel CIV conquistando un secondo ed un terso posto nelle due manches in programma. In questa stagione ottiene sei piazzamenti a podio su otto gare in calendario, compresa la vittoria ottenuta in Portogallo. Nel 2019 è pilota titolare nel campionato italiano classe Superbike con una BMW del team Cherry Box 24 Guandalini Racing con cui conclude la stagione all'undicesimo posto.
Nel 2021 corre nel National Trophy 1000 in sella a una BMW M 1000 RR del team Pistard-TMF, chiudendo la stagione al primo posto.
Nel 2022 corre le gare in territorio europeo del campionato mondiale Superbike in sella a una Yamaha YZF-R1 del team Yamaha Motoxracing. In questa stagione è costretto al saltare il Gran Premio dell'Estoril per infortunio venendo sostituito da Marvin Fritz. Totalizza trentasei punti classificandosi diciassettesimo nel mondiale e settimo nel Trofeo Indipendenti. Nel 2023 disputa due Gran Premi del mondiale Superbike in qualità di pilota sostitutivo (il primo con Petronas MIE Racing Honda, con Yamaha Motoxracing il secondo) senza ottenere punti. Gareggia successivamente nelle ultime due prove del campionato Italiano Superbike in sella ad una Yamaha del team Keope Motorsport con il quale conquista due piazzamenti a podio. Nel 2024 è pilota titolare nella categoria Supersport del campionato americano, in sella ad una MV Agusta F3 800 del team MP13 Racing.

## Risultati in gara

### Motomondiale
| 2006 | Classe | Moto    |    |    |    |    |     |    |    |    |    |     |    |    |    |    |    |     |    |  | Punti | Pos. |
| ---- | ------ | ------- | -- | -- | -- | -- | --- | -- | -- | -- | -- | --- | -- | -- | -- | -- | -- | --- | -- |  | ----- | ---- |
| 2006 | 125    | Aprilia | 34 | 29 | 31 | 29 | Rit | 28 | 30 | 27 | 29 | Rit | NE | 22 | 19 | 22 | 18 | Rit | 17 |  | 0     |      |

| 2007 | Classe | Moto    |    |    |    |    |    |    |    |    |    |    |    |    |    |    |    |    |    |    | Punti | Pos. |
| ---- | ------ | ------- | -- | -- | -- | -- | -- | -- | -- | -- | -- | -- | -- | -- | -- | -- | -- | -- | -- | -- | ----- | ---- |
| 2007 | 125    | Aprilia | 23 | 25 | 18 | 20 | 22 | 24 | 22 | 29 | 22 | 20 | NE | 21 | 19 | 22 | 16 | 23 | 21 | 19 | 0     |      |

| Legenda | 1º posto        | 2º posto            | 3º posto            | A punti      | Senza punti        | Grassetto – Pole position Corsivo – Giro più veloce |
| Legenda | Gara non valida | Non qual./Non part. | Ritirato/Non class. | Squalificato | '-' Dato non disp. | Grassetto – Pole position Corsivo – Giro più veloce |

### Campionato mondiale Supersport
| 2010 | Moto   |  |  |  |  |  |  |  |   |  |    |   |   |   |  | Punti | Pos. |
| ---- | ------ |  |  |  |  |  |  |  | - |  | -- | - | - | - |  | ----- | ---- |
| 2010 | Yamaha |  |  |  |  |  |  |  | 5 |  | NP | 9 | 9 | 9 |  | 32    | 14º  |

| 2011 | Moto   |    |    |    |   |   |   |   |   |    |     |   |   |  |  | Punti | Pos. |
| ---- | ------ | -- | -- | -- | - | - | - | - | - | -- | --- | - | - |  |  | ----- | ---- |
| 2011 | Yamaha | 20 | 12 | SQ | 6 | 9 | 5 | 5 | 4 | 11 | Rit | 7 | 6 |  |  | 80    | 9º   |

| 2012 | Moto  |     |   |   |    |    |   |    |     |    |   |     |     |    |  | Punti | Pos. |
| ---- | ----- | --- | - | - | -- | -- | - | -- | --- | -- | - | --- | --- | -- |  | ----- | ---- |
| 2012 | Honda | Rit | 4 | 9 | 16 | 11 | 4 | 15 | Rit | 12 | 9 | Rit | Rit | 25 |  | 50    | 12º  |

| 2013 | Moto           |    |    |    |    |  |  |  |    |    |   |   |   |    |  | Punti | Pos. |
| ---- | -------------- | -- | -- | -- | -- |  |  |  | -- | -- | - | - | - | -- |  | ----- | ---- |
| 2013 | Suzuki e Honda | 13 | 15 | 26 | 18 |  |  |  | AN | 12 | 7 | 6 | 8 | 12 |  | 39    | 16º  |

| 2014 | Moto     |   |   |   |     |   |     |   |     |    |   |   |  |  |  | Punti | Pos. |
| ---- | -------- | - | - | - | --- | - | --- | - | --- | -- | - | - |  |  |  | ----- | ---- |
| 2014 | Kawasaki | 5 | 7 | 7 | Rit | 8 | Rit | 5 | Rit | 10 | 7 | 9 |  |  |  | 70    | 11º  |

| Legenda | 1º posto        | 2º posto            | 3º posto           | A punti      | Senza punti        | Grassetto – Pole position Corsivo – Giro più veloce |
| Legenda | Gara non valida | Non qual./Non part. | Ritirato/Non class | Squalificato | '-' Dato non disp. | Grassetto – Pole position Corsivo – Giro più veloce |

### Campionato mondiale Superbike
| 2022 | Moto   |    |    |    |    |    |    |     |     |     |    |    |    |    |    |    |    |    |    |    |    |    |    |    |    |    |     |    |  |  |  |  |  |  |  |  |  |  |  |  |  |  |  | Punti | Pos. |
| ---- | ------ | -- | -- | -- | -- | -- | -- | --- | --- | --- | -- | -- | -- | -- | -- | -- | -- | -- | -- | -- | -- | -- | -- | -- | -- | -- | --- | -- |  |  |  |  |  |  |  |  |  |  |  |  |  |  |  | ----- | ---- |
| 2022 | Yamaha | 17 | 15 | 14 | 14 | 16 | 11 | Inf | Inf | Inf | 11 | 17 | 12 | 21 | 21 | 21 | 21 | 20 | 11 | 19 | 19 | 14 | 13 | 15 | 10 | 16 | Rit | 14 |  |  |  |  |  |  |  |  |  |  |  |  |  |  |  | 36    | 17º  |

| 2023 | Moto           |  |  |  |  |  |  |  |  |  |  |  |  |  |  |  |  |  |  |    |    |    |    |    |    |  |  |  |  |  |  |  |  |  |  |  |  |  |  |  |  |  |  | Punti | Pos. |
| ---- | -------------- |  |  |  |  |  |  |  |  |  |  |  |  |  |  |  |  |  |  | -- | -- | -- | -- | -- | -- |  |  |  |  |  |  |  |  |  |  |  |  |  |  |  |  |  |  | ----- | ---- |
| 2023 | Honda e Yamaha |  |  |  |  |  |  |  |  |  |  |  |  |  |  |  |  |  |  | 18 | 21 | 18 | 19 | 18 | 16 |  |  |  |  |  |  |  |  |  |  |  |  |  |  |  |  |  |  | 0     |      |

| Legenda | 1º posto        | 2º posto            | 3º posto           | A punti      | Senza punti        | Grassetto – Pole position Corsivo – Giro più veloce |
| Legenda | Gara non valida | Non qual./Non part. | Ritirato/Non class | Squalificato | '-' Dato non disp. | Grassetto – Pole position Corsivo – Giro più veloce |